# Utvisningen av sex islamister
Utvisningen av sex islamister ur Sverige beslutades i oktober 2019 av regeringen då de ansågs hota Sveriges säkerhet. Ett antal av dem togs i förvar under våren 2019 och Säkerhetspolisen beslutade om utvisning enligt Lagen om särskild utlänningskontroll (LSU).

## Bakgrund
Säkerhetspolisen motiverade beslutet med sitt arbete mot individer som förespråkar våld eller uppmuntrar andra att gå med i organisationer som använder våld för att förändra samhällsordningen. Två av männen identifierar sig till den salafistiska inriktningen inom islam, den mest fundamentalistiska.
Utvisningarna kunde ej genomföras eftersom Migrationsöverdomstolen ansåg att det förelåg verkställighetshinder på grund av risk för förföljelser i respektive hemländer. Istället släpptes islamisterna fria. Beslutet att släppa dem fria kritiserades av moderaternas partiledare Ulf Kristersson som menade att de borde hållas i förvar om de inte kunde utvisas samt att regeringen varit långsam med att skapa lagstiftningen som möjliggjort det. Beslutet att släppa dem på fri fot kritiserades av Magnus Norell som menade att en rad administrativa åtgärder, som skyddshäkte eller husarrest, hade kunnat användas av myndigheterna.

## Lista över de utvisade
Fem av de sex individerna är imamer. Tre är medborgare i Irak, en är medborgare i Egypten, en är statslös palestinier och en är medborgare i Tjetjenien.
- Abo Raad, egentligen Riyad Jassim, även kallad Gävleimamen efter sin verksamhet i Gävle moské.[6]
- Raad Al Duhan, son till Abo Raad, som togs i förvar 23 april 2019.[6]
- Hussein Al-Jibury, även kallad Umeåimamen. Han var även kassör på ett förskolekooperativ.[6][7] Efter att myndigheterna släppte honom fri flyttade Al-Jibury med familj till Rosengård i Malmö.[8][9] Al-Jibury beskrivs av Magnus Ranstorp som en radikal salafist och ett nav för personer som på olika vis stöttar Islamiska staten. Al-Jibury säger själv att han är en vanlig muslim.[9]
- Fekri Hamad, även kallad Västeråsimamen.[6]
- Abdel Nasser El Nadi från Egypten, även kallad Abo Talal, VD för den muslimska friskolan Vetenskapsskolan. Han togs i förvar 5 maj 2019 och var den femte att frihetsberövas.[10]
- Viktor Gaziev (Gävle)[6] kom till Sverige 2009 och fick permanent uppehållstillstånd efter två år. År 2012 begärde Ryssland att han skulle utlämnas, vilket avslogs av Högsta domstolen. Han är dömd för flera brott, bland annat stöld och häleri. Gaziev var den sjätte som togs i förvar. I mars 2019 avslog Mora tingsrätt kravet på att Gaziev skulle utvisas med hänvisning till alternativt skyddsbehov. Sex veckor senare beslutade Migrationsverket att sätta Gaziev i förvar på Säkerhetspolisens begäran.[11]

## Sveriges Radios granskning av utvisningsbesluten
Sveriges Radio har granskat omständigheterna kring utvisningsbesluten i en rad reportage och påtalat brister i Säpos bakomliggande utredning. Denna granskning har i sin tur kritiserats av stiftelsen Doku som visat att det förekommit en nära relation mellan Raad al-Duhan och reportern. Efter en intern utredning bedömer Ekots chef, i egenskap av ansvarig utgivare, att inslagen håller för de krav som ställs på opartiskhet och saklighet. Länsstyrelsen har inte inlett någon tillsyn av Sveriges Radios säkerhetsarbete, det finns inga misstankar om att brott skulle ha begåtts och det finns inget som tyder på att någon säkerhetspåverkan på Sveriges Radio ska ha skett från någon.